# Изкуствен диамант
„Изкуствен диамант“ (на английски: Rhinestone) е американска комедия от 1984 г.